# Touch Rugby IRB
Il Touch Rugby IRB (conosciuto come Rugby al tocco, Rugby a toucher o Toccato) è una disciplina rugbystica le cui regole sono stabilite dall'International Rugby Board allo scopo di promuovere il gioco del Rugby a 15.

## Storia
Il Touch Rugby IRB è nato ufficialmente solo il 23 novembre 2010 dall'azione promossa da alcune unions europee (Francia e Inghilterra in testa) in seguito al diffondersi di svariati regolamenti e stili di gioco del rugby al tocco e alla contemporanea e preoccupante espansione di un gioco simile: il Touch Football della Federazione Internazionale Touch.
Il regolamento di gioco fa riferimento al regolamento ufficiale del rugby a 15, il placcaggio è sostituito dal tocco con una o due mani portato al giocatore in possesso di palla.
Inoltre le touche non vengono eseguite e le mischie possono essere introdotte solo in alcune situazioni, così come il calcio del pallone.
Tre le possibili modalità di gioco delineate dal Board.
Si potrà giocare con il passaggio del pallone obbligatorio dopo il tocco, con il tocco a terra della palla successivo ad un placcaggio oppure con una mini ruck eseguita sul punto del tocco.
Essendo appena stato pubblicato da IRB questo nuovo gioco non ha ancora competizioni internazionali ufficiali, al contrario per esempio del beach touch rugby IRB dove si stanno muovendo realtà più consolidate a livello europeo e mondiale.

### Regole base
1. Dimensione del campo: metà campo da Rugby Union, all'incirca 50 x 70 metri.
2. Durata incontri: massimo 40 minuti totali, solitamente si gioca su 2 tempi da 10 minuti ciascuno.
3. La palla non si passa in avanti.
4. Il giocatore in possesso di palla che venga toccato dall'avversario con una o due mani deve fermarsi sul punto.
  1. nel caso in cui si giochi con il passaggio dopo il tocco il giocatore toccato passerà il pallone ad un compagno entro 2 passi o 3 secondi dal tocco.
  2. nel caso di gioco con tocco a terra il giocatore toccato si ferma, tocca con il pallone il terreno e passa la palla ad un compagno.
  3. nel caso di Ruck ball il giocatore placcato dovrà mettere a terra il pallone o girarsi e passarlo ad un compagno che farà da mediano ricominciando il gioco.
5. la squadra in difesa in ogni caso dovrà rientrare a 5 metri dal punto del placcaggio.
6. All'inizio della partita e dopo ogni meta il gioco riprende con un calcio libero da centro campo, si può partire con un calcio facoltativamente ma la squadra in difesa dovrà comunque indietreggiare di almeno 10 metri dalla mediana del campo.
7. Il numero di giocatori in campo non può superare i 6, maschi e femmine in qualsiasi percentuale. il numero minimo di giocatori in campo è 3, il numero massimo di riserve è 9. Ogni squadra al massimo avrà quindi 15 giocatori a referto

## Svolgimento
Il gioco inizia quando il pallone viene toccato con il piede o con le mani da uno dei giocatori in attacco. La squadra in possesso di palla ha a disposizione sei tentativi per poter segnare una meta che vale un punto.
La squadra in difesa può toccare il giocatore in possesso di palla per fermarlo sul posto. Il tocco dev'essere portato il più gentilmente possibile.
Una volta finiti i tentativi o perso il pallone per un altro motivo previsto dal regolamento la palla passerà alla squadra avversaria che ripartirà dal punto con altri sei tentativi.

## Touch Rugby IRB in Italia
Il Touch Rugby IRB in Italia è promosso dalla Lega Italiana Touch Rugby che utilizza la propria versione del regolamento touch rugby IRB che ha contribuito attivamente a costruire con il responsabile sviluppo che si è occupato del progetto per conto di IRB.
Dal giugno 2013 Lega Italiana Touch Rugby ha ottenuto il nulla osta della commissione tecnica della Federazione Italiana Rugby per il proprio regolamento di gioco.
A luglio 2014 la Federazione Italiana Rugby ha deliberato la Presa d'Atto di Lega Italiana Touch Rugby assegnando all'associazione un proprio referente.

## Campionato Italiano Touch Rugby IRB
Il regolamento touch rugby IRB è stato approvato a novembre 2010 ma già il campionato 2009-2010 può essere considerato il primo svolto con la nuova disciplina, dato che il regolamento utilizzato da LITR nel 2009 è stato poi approvato senza modifiche da IRB in novembre.
Il Campionato Italiano Amatoriale di Touch Rugby IRB - Winter League, questo il nome completo del campionato promosso da LITR, è iniziato nel 2009. LITR organizza anche la coppa Italia e decine di tornei amatoriali e di beneficenza durante il periodo estivo.
LITR collabora attivamente con la Lega Italiana Beach Rugby per lo sviluppo del Beach Touch Rugby IRB e del Beach TAG Rugby IRB.

## Risultati Campionato Italiano Touch Rugby IRB Winter League
- 2009/2010 - I Compari (Roma) - Finale svolta a Prato presso l'impianto di Via Galilei
- 2010/2011 - Neanderthal Rugby Paese (TV) - Finale svolta a Prato sempre in Via Galilei
- 2011/2012 - Untouchables (Frascati, Roma) - Finale svolta a Prato presso gli impianti del GISPI Rugby Prato
- 2012/2013 - Neanderthal Rugby Paese (TV) - Finale svolta a Prato presso gli impianti del GISPI Rugby Prato
- 2014 - Neanderthal Rugby Paese (TV) - Finale svolta a Prato presso lo stadio Chersoni del Cavalieri Prato

## Coppa Italia Touch Rugby IRB
Dal 2008 LITR organizza la Coppa Italia di Touch Rugby. L'albo d'oro vede:
2008 – Coppa Italia Assoluta – Paesium
Dal 2009 la competizione assegna 3 premi. Uno per categoria mista (almeno una donna in campo sempre), uno per la categoria old (età media superiore a 35 anni) e uno per i vincitori del torneo a qualsiasi categoria partecipino.
2009 – Coppa Italia Assoluta – Paesium
2009 – Coppa Italia Mista – Asolo/Bassano
2009 – Coppa Italia Old – Paleoveneti Este
Nel 2010 la Coppa Italia è stata abbinata all'Emergency Cup
2010 – Coppa Italia Assoluta – Pirates Treviso
2010 – Coppa Italia Mista – Tokodenoka Asolo/Bassano
2010 – Coppa Italia Old – Prostatouch Treviso
2011 – La competizione non si è svolta
Dal 2012 la competizione torna a vincitore unico dato il regolamento di punteggio che tiene già naturalmente conto della composizione delle squadre
2012 - Coppa Italia Assoluta - Neanderthal Rugby Club
2013 - Coppa Italia Assoluta - Neanderthal Rugby Club
2014 - Coppa Italia - Vecchie Fiamme Old Rugby l'Aquila

## Fonti
- Relazione consiglio direttivo IRB (PDF), su feruchi.cl. URL consultato il 23 gennaio 2011 (archiviato dall'url originale il 24 dicembre 2013).
- Regolamento Touch Rugby IRB (PDF), su irblaws.com. URL consultato il 3 agosto 2012 (archiviato dall'url originale il 30 aprile 2012).